# Weißkehlspint

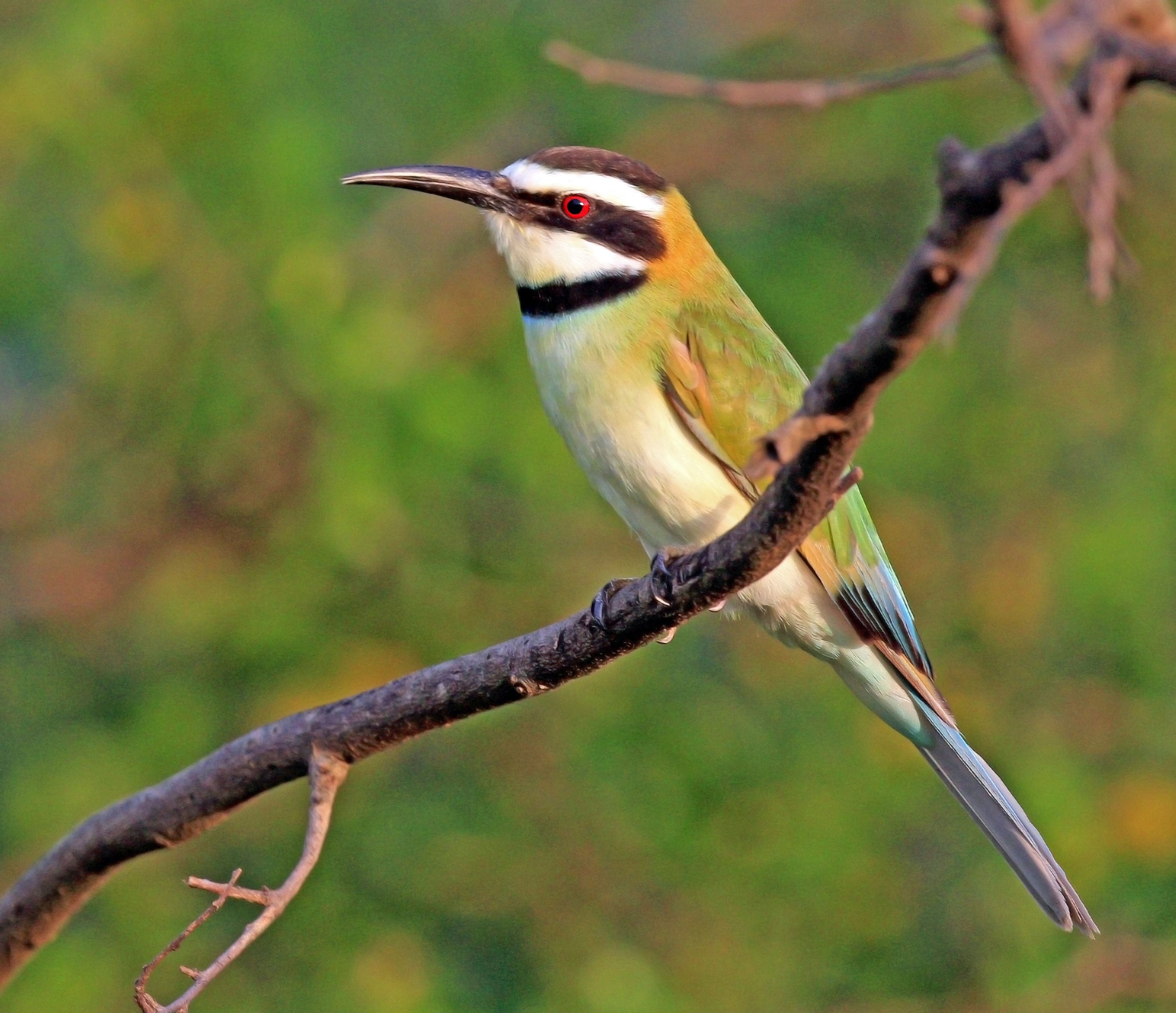
Weißkehlspint, Weibchen

Der Weißkehlspint (Merops albicollis) ist ein Vogel aus der Familie der Bienenfresser (Meropidae).
Er kommt in Subsahara-Afrika und im Südwesten der Arabischen Halbinsel vor. Er brütet von Mauretanien und Senegal bis Eritrea, Saudi-Arabien und Yemen und Kenia und überwintert in Westafrika und im Kongobecken bis Uganda.
Das Verbreitungsgebiet umfasst Halbwüste, Sandflächen, Wadis, trockenes Dornengestrüpp, im Winter große Lichtungen und Savanne, Farmland und große Gärten sowie Mangroven bis 2000 m Höhe.
Die Art ist ein intra-afrikanischer Langstreckenzieher, der in lärmigen Schwärmen tagsüber zieht. Sie taucht Ende Oktober, Anfang Juni in Sierra Leone auf.
Das Artepitheton kommt von lateinisch albus ‚weiß‘ und lateinisch collum ‚Nacken‘.

## Beschreibung
Der Weißkehlspint ist 20–23 cm groß und wiegt zwischen 20 und 32 g. Ein schlanker Bienenfresser mit auffallender schwarz-weißer Kopfzeichnung: Schwarzer Scheitel und schwarze Maske, weißes Gesicht schon beim Jungvogel, hinzu kommt ein schwarzes Brustband. Die Haube kann aufgestellt werden. Der Nacken ist braungelb. Rücken und Flügeldecken sind blaugrün, Rumpf und Schwanz sind bläulich-schwarz. Die Handschwingen sind großteils ockerfarben mit breiten schwarzen Binden. Die Unterseite ist sehr blassgrün bis weiß. Die Iris matt karminrot bis hellrot. Beim Weibchen sind die zentralen Schwanzfedern kürzer (bis 8 cm), außerdem ist der schwarze Halsfleck und die Maske schmaler und weniger ausgeprägt. Jungvögel sind mehr olivfarben, an der Brust olivgrün, die zentralen Schwanzfedern sind kaum verlängert, auch sind Kinn und Kehle blassgelb.

## Stimme
Der Ruf des Männchens wird als wiederholtes „prrr-weee....prrr-weee…“ beschrieben, meist von mehreren Individuen zu einem Chor.
Die Art ist monotypisch.

## Lebensweise
Die Nahrung besteht großteils aus Ameisen, Honigbienen, anderen Hautflüglern, Käfern, Libellen und Schmetterlingen, gelegentlich auch kleine Echsen.
Die Brutzeit liegt zwischen Juni und August am Sahararand, zwischen März und Mai in Kenia. Gebrütet wird einzeln oder in kleinen Kolonien in 1 – 2 m langen Röhren in sandigem Boden. Bruthelfer kommen regelmäßig vor. Dies ist die einzige Bienenfresserart, die Balzflüge zeigt. Das Gelege besteht aus meist 5–6 Eiern.

## Gefährdungssituation
Der Bestand gilt als nicht gefährdet (Least Concern).